# Římskokatolická farnost – děkanství Kostelec nad Orlicí
Římskokatolická farnost – děkanství Kostelec nad Orlicí je územním společenstvím římských katolíků v rychnovském vikariátu královéhradecké diecéze.

## O farnosti

### Historie
Název městečka - Kostelec, napovídá, že kostel stál v místě od samého začátku osídlení. Z roku 1303 je tradováno, že podací právo k místnímu kostelu sv. Jiří měli cyriaci z pražské Zderazi. Od 14. století existoval Kostelecký děkanát, zahrnující velkou část Orlických hor s 36 farnostmi. Kostelecká farnost byla později začleněna do rychnovského vikariátu královéhradecké diecéze. V 16. století byl při okraji městečka postaven druhý kostel. Ten byl zasvěcen sv. Anně, matce Panny Marie.
Farní kostel sv. Jiří byl barokně přestavěn ve druhé polovině 17. století. Hřbitov u kostela sv. Anny byl v roce 1749 nově ohrazen. V ohrazení vzniklo šest kaplí, kostnice, samostatná zvonice, a zvláštní místo, kam byly pochovávány děti, které zemřely předtím, než mohly být pokřtěny.
V rámci procesu slučování farností kostelecká farnost afilovala původně samostatnou farnost Chleny s platností od 1. ledna 2006.
Na území farnosti se nachází poutní místo Homole s poutním kostelem Panny Marie Bolestné, vystavěným v letech 1690-1696 hraběnkou Terezií Eleonorou z Ugarte z rodu Žďárských ze Žďáru.

#### Přehled duchovních správců
- 1655–1657 R.D. Tomáš Pešina z Čechorodu (farář, již v letech 1653–1655 byl v Kostelci kaplanem)
  - 1927–1928 R.D. Jindřich Jan Chýla, kaplan (v r. 1928 vstoupil do Emauzského kláštera v Praze a přijal mnišské jméno Řehoř)
- 1934–1949 R.D. Jan Kuchta (děkan)
- 1953–2003 R.D. Josef Petrůj (17. 3. 1920 - 12. 3. 2003) (děkan)
- 2003–2007 R.D. Pavel Jandejsek (administrátor)
- 2007–2013 R.D. PhDr. Mgr. Jiří Pilz (děkan)
- 2013–2017 D. Bc. Benedikt Rudolf Machalík, O.Praem. (administrátor)
- od 1. 7. 2017 R.D. Mgr. Ing. Vladimír Handl (administrátor)

### Současnost
Farnost má sídelního duchovního správce, který spravuje pouze tuto jedinou farnost. Nadále je rovněž udržována poutní tradice na Homoli, kde bývají pravidelné poutní bohoslužby.
| Fotografie | Kostel                       | Místo                       | Bohoslužba                               | Bohoslužba                                                           | Poznámka        |
| ---------- | ---------------------------- | --------------------------- | ---------------------------------------- | -------------------------------------------------------------------- | --------------- |
|            | Kaple                        | Doudleby nad Orlicí - zámek | neslouží se pravidelně                   | neslouží se pravidelně                                               | zámecká kaple   |
|            | Kostel Panny Marie Bolestné  | Homole                      | 2. a 4. neděle v měsíci                  | 14.30                                                                | poutní kostel   |
|            | Kostel sv. Apolináře         | Chleny                      | neděle čtvrtek                           | 8.00 16.00                                                           | filiální kostel |
|            | Kostel sv. Anny              | Kostelec nad Orlicí         | neslouží se pravidelně                   | neslouží se pravidelně                                               | filiální kostel |
|            | Kostel sv. Jiří              | Kostelec nad Orlicí         | neděle úterý středa čtvrtek pátek sobota | 9.30 17.00 v zimě, 18.00 v létě 8.00 17.00 v zimě, 18.00 v létě 8.00 | farní kostel    |
|            | Kaple Navštívení Panny Marie | Pod Strání                  | neslouží se pravidelně                   | neslouží se pravidelně                                               | obecní kaple    |
|            | Kaple sv. Josefa             | Slemeno                     | neslouží se pravidelně                   | neslouží se pravidelně                                               | obecní kaple    |